# Joaquim Josep Paladella Curto
Joaquim Josep Paladella Curto   (Batea, 10 de març de 1963) és un polític català, alcalde de Batea i diputat al Parlament de Catalunya durant les VII, VIII i XIII legislatures.

## Biografia
Se dedica a l'explotació de la vinya, oliveres i ametllers en la seua propietat agrària. És membre d'Unió de Pagesos i fundador i secretari del partit Unió per la Terra Alta (UPTA). Ha sigut escollit alcalde de Batea a les eleccions municipals espanyoles de 1991, 1995, 1999, 2003, 2007, 2011, 2015 i 2019.
És membre del Consell Nacional de la Federació de Municipis de Catalunya (FMC),representa est organisme a la Comissió Territorial d'Urbanisme de les Terres de l'Ebre, a la Comissió de Cooperació Local de Catalunya i a la Subcomissió de Cooperació Local de les Terres de l'Ebre.
En 2004 i en 2006 va substituir en lo seu escó Martí Carnicer i Vidal, elegit diputat al Parlament de Catalunya a les eleccions al Parlament de Catalunya de 2003 i 2006. De 2007 a 2010 fou secretari de la Mesa de la Comissió del Síndic de Greuges.
Com a alcalde de Batea, l'any 2017 va realitzar una petició oficial a la Subdelegació del Govern d'Espanya a la província de Tarragona per a estudiar la possibilitat de segregar el municipi de Catalunya i annexionar-lo a l'Aragó degut a la manca d'inversió al poble per part del govern de la Generalitat presidit per Carles Puigdemont.